# بحيرة أرخنتينو
بحيرة أرخنتينو (بالإسبانية: Lago Argentino)‏ هي بحيرة تقع في محافظة سانتا كروز الباتاغونية. وهي أكبر بحيرة للمياه العذبة في الأرجنتين، حيث تبلغ مساحتها 1415 كم2 (566 ميل مربع). ولديها متوسط عمق 150 متر (492 قدم)، وأقصى عمق 500 م (1,640 قدم).

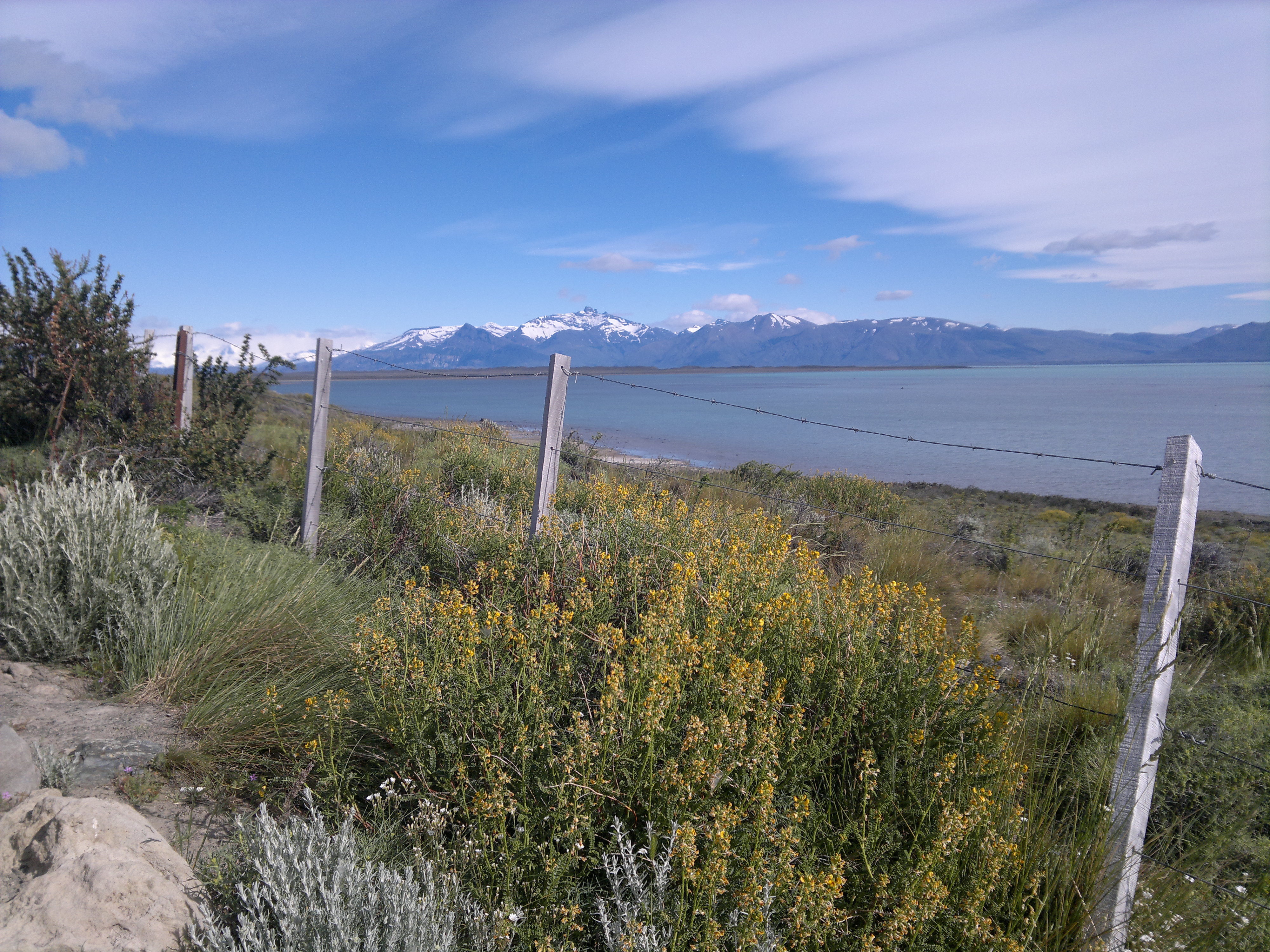

تقع البحيرة في حديقة لوس غلاسيارس الوطنية.

## المناخ
يظهر الجدول التالي التغييرات المناخية على مدار السنة لبحيرة أرخنتينو:
| البيانات المناخية لـبحيرة أرخنتينو                                                                                  | البيانات المناخية لـبحيرة أرخنتينو | البيانات المناخية لـبحيرة أرخنتينو | البيانات المناخية لـبحيرة أرخنتينو | البيانات المناخية لـبحيرة أرخنتينو | البيانات المناخية لـبحيرة أرخنتينو | البيانات المناخية لـبحيرة أرخنتينو | البيانات المناخية لـبحيرة أرخنتينو | البيانات المناخية لـبحيرة أرخنتينو | البيانات المناخية لـبحيرة أرخنتينو | البيانات المناخية لـبحيرة أرخنتينو | البيانات المناخية لـبحيرة أرخنتينو | البيانات المناخية لـبحيرة أرخنتينو | البيانات المناخية لـبحيرة أرخنتينو |
| الشهر | يناير                              | فبراير                             | مارس                               | أبريل                              | مايو                               | يونيو                              | يوليو                              | أغسطس                              | سبتمبر                             | أكتوبر                             | نوفمبر                             | ديسمبر                             | المعدل السنوي                      |
| --- | ---------------------------------- | ---------------------------------- | ---------------------------------- | ---------------------------------- | ---------------------------------- | ---------------------------------- | ---------------------------------- | ---------------------------------- | ---------------------------------- | ---------------------------------- | ---------------------------------- | ---------------------------------- | ---------------------------------- |
| الدرجة القصوى °م (°ف)                                                                                               | 30.5 (86.9)                        | 30.7 (87.3)                        | 27.0 (80.6)                        | 22.3 (72.1)                        | 19.9 (67.8)                        | 17.5 (63.5)                        | 16.5 (61.7)                        | 18.7 (65.7)                        | 21.8 (71.2)                        | 23.3 (73.9)                        | 25.0 (77.0)                        | 28.5 (83.3)                        | 30.5 (86.9)                        |
| متوسط درجة الحرارة الكبرى °م (°ف)                                                                                   | 19.2 (66.6)                        | 18.7 (65.7)                        | 16.2 (61.2)                        | 12.4 (54.3)                        | 7.6 (45.7)                         | 4.8 (40.6)                         | 4.7 (40.5)                         | 6.9 (44.4)                         | 10.5 (50.9)                        | 14.2 (57.6)                        | 16.7 (62.1)                        | 18.5 (65.3)                        | 12.5 (54.5)                        |
| المتوسط اليومي °م (°ف)                                                                                              | 13.4 (56.1)                        | 13.1 (55.6)                        | 10.7 (51.3)                        | 7.6 (45.7)                         | 3.9 (39.0)                         | 1.5 (34.7)                         | 1.2 (34.2)                         | 2.6 (36.7)                         | 5.3 (41.5)                         | 8.5 (47.3)                         | 11.2 (52.2)                        | 12.8 (55.0)                        | 7.7 (45.9)                         |
| متوسط درجة الحرارة الصغرى °م (°ف)                                                                                   | 7.8 (46.0)                         | 7.5 (45.5)                         | 5.2 (41.4)                         | 2.8 (37.0)                         | −0.3 (31.5)                        | −2.4 (27.7)                        | −2.8 (27.0)                        | −1.5 (29.3)                        | 0.1 (32.2)                         | 2.7 (36.9)                         | 5.0 (41.0)                         | 6.6 (43.9)                         | 2.6 (36.7)                         |
| أدنى درجة حرارة °م (°ف)                                                                                             | −0.2 (31.6)                        | 0.4 (32.7)                         | −4.0 (24.8)                        | −4.0 (24.8)                        | −8.5 (16.7)                        | −11.5 (11.3)                       | −11.8 (10.8)                       | −12.0 (10.4)                       | −7.0 (19.4)                        | −4.4 (24.1)                        | −2.5 (27.5)                        | −2.6 (27.3)                        | −12.0 (10.4)                       |
| الهطول مم (إنش) | 5.9 (0.23)                         | 4.3 (0.17)                         | 7.5 (0.30)                         | 14.0 (0.55)                        | 19.2 (0.76)                        | 18.1 (0.71)                        | 16.3 (0.64)                        | 16.1 (0.63)                        | 6.3 (0.25)                         | 8.7 (0.34)                         | 3.0 (0.12)                         | 3.9 (0.15)                         | 123.3 (4.85)                       |
| متوسط أيام هطول الأمطار                                                                                             | 3                                  | 3                                  | 4                                  | 6                                  | 7                                  | 6                                  | 7                                  | 5                                  | 3                                  | 4                                  | 3                                  | 2                                  | 53                                 |
| متوسط الرطوبة النسبية (%)                                                                                           | 48                                 | 48                                 | 51                                 | 59                                 | 69                                 | 73                                 | 73                                 | 68                                 | 58                                 | 51                                 | 46                                 | 46                                 | 58                                 |
| ساعات سطوع الشمس الشهرية                                                                                            | 260.4                              | 209.1                              | 195.3                              | 156.0                              | 117.8                              | 99.0                               | 96.1                               | 142.6                              | 168.0                              | 223.2                              | 249.0                              | 269.7                              | 2٬186٫2                            |
| نسبة وصول أشعة الشمس                                                                                                | 52.5                               | 51.5                               | 50.5                               | 48.5                               | 42.0                               | 39.5                               | 35.0                               | 43.5                               | 48.0                               | 52.0                               | 54.0                               | 53.0                               | 47.5                               |
| المصدر #1: Servicio Meteorologico Nacional                                                                          |                                    |                                    |                                    |                                    |                                    |                                    |                                    |                                    |                                    |                                    |                                    |                                    |                                    |
| المصدر #2: Secretaria de Mineria(sun, record high and some record lows 1951–1980), NOAA(some record lows 1971–1990) |                                    |                                    |                                    |                                    |                                    |                                    |                                    |                                    |                                    |                                    |                                    |                                    |                                    |